# Историја Лесковца
Лесковац са околином био је врло мало насељен. Кроз лесковачки крај одувек је пролазио важан пут који је спајао Егејско море са Подунављем. Први трагови жиота у лесковачком крају потичу из млађег каменог доба, око 2000. година пре нове ере. У то време били су насељени Градац код Злокућана и Хисар.

## Праисторија и стари век
У периоду 1300—1050. године п. н. е. ово подручје било је центар Брњичке културе (први центар металургије на Балкану).
Најстарији становници били илирско племе Дарданци, који су се бавили производњом конопље. У I веку наше ере Римљани су их покорили. Њихове области су припојене римској држави и укључене у систем војне и управне организације. Од 86. године н.е. овај крај је ушао у границе провинције Горње Мезије, коју је основао цар Домицијан (151—196. године). У овој регији биле су стациониране две римске легије, које су ту остале до краја антике. Ова регија била је повезана важним стратегијским друмом који су Римљани изградили долином Мораве и Вардара. У непосредној близини ове области био је и војнички пут који је од Скадра преко Призрена, Липљана и Куршумлије водио до Ниша и даље.

## Средњи век
После распада Римског царства у 4. веку област око Лесковца и само насеље, већ добро насељена, улази у састав Источног римског царства, Византије. Период под Византијом познат је углавном на основу археолошког материјала са многих локалитета.
- 535. године - Цар Јустинијан изградио Царичин град, административни и економски центар овог краја у то доба. Од Лесковца је удаљен 28 км. У VI и VII веку у овај крај су упадали Словени, који су се ту и трајно населили, о чему такође сведоче многи налази археолошког материјала.
- У 12. веку српски жупан Стефан Немања, добио је од византијског цара Манојла I Комнина на поклон Дубочицу (како је вековима називана ова област) и заветовао му „Теби буди у потомству твојему по теби“, тако је Дубочица ушла у састав Рашке државе као самостална област (Битка на Морави (1190)). У даровницама седњовековних српских владара помињу се многа села, па и Лесковац.
- 1308. године - Најстарији помен имена града Лесковца, у акту краља Милутина, којим прилаже Пиргу у Светој гори манастир Светог Никите у скопском крају. У њему се између осталог каже: „И прида кралевство ми Лесковац и по сеји стране и по онои, с всеми међами и заселами.“[2]
- 1348. године - цар Стефан Душан дао је на поклон манастиру Хиландару село Лесковац.
- 1374. године - Дубочица је ушла у састав области којом је управљао српски кнез Лазар.
- 1412. године - турски султан Муса оставио је пустош у овом крају.
- 24. септембар 1454. године - одиграла се битка у подручју око Лесковца, између Николе Скобаљића и турске војске.
- 16. новембар 1454. године - битка код Трепаље у којој је Никола Скобаљић био заробљен и набијен на колац.

## Нови век
Крајем 18. века, Лесковац је већ центар великог Лесковачког пашалука који је обухватао целу територију бившег санџака Алаџи - Хисар (Крушевац) и Параћин. Француски географ Ами Боуе, 1837. године пише да Лесковац има 3000 кућа: 2400 хришћанских, 500 турских, 30 циганских и 10 јеврејских, укупно 15.000 становника. Енглески путописац Ворингтон Смит који је четрдесетих година 19. века посетио Врање, Лесковац и Ниш између осталог дао је податке о местима која је посетио. Према његовим наводима Лесковац је бројао 12 000 становника, док је у Нишу живело 6 000 муслимана.
Роберт Ципријан је 1844. године проценио да Лесковац има 12 000 душа обе вере.
У време Првог српског устанка у Лесковцу је погубљен кнез Стојан(Погубљен је од стране лесковачког Шашит паше у периоду сече кнезова 1804. године.), то је утицало да се велики број Лесковчана придружи Карађорђевим устаницима, на челу устаника из лесковачког краја био је Стојанов син кнез Момир Стојановић(у периоду избијања устанка имао је око 25 година), војвода Илија Петровић Стреља, Никола Мандрда, Сава Дедобарац, Цветко Врановачки, Петар Џида и др. За све време трајања устанка емиграција становништва се увећавала, нароћчито током 1807 и 1809. год. Кнез Момир Стојановић је свој одред припојио Младену Миловановићу. Остало је забележено да је учествовао у опсади Београда и да се у тој борби истакао.. Устанак у лесковачком крају је угушен, а лесковачки Шевсудин Абди-паша је у Лесковцу погубио три стотине а у околини неколико хиљада устаника. Према појединим подацима број хришћана из Јужног Поморавља и Понишавља који је у пролеће 1809. године емигрирао у Србију процењује се на пет до шест хиљада, а максимална процена иде до тридесет хиљада „жена, деце и старих и немоћних људи“.;
Експанзија Арбанаса ишла је ка хришћанским насељима у Топлици, Пустој Реци и Јабланици. Нпр. у Топлици су се населили припадници племена
Краснићи, а на простору од Лесковца до Врања уз породице из племена Краснићи, населиле су се породице из племена Берис, Гаш и Соб. Поред ових крајева Арбанаси су, протеравши староседеоце-Србе, населили и поједина села из пољаничког и сурдуличког краја (Масурица).
Најудаљенија српска села у нишком крају у која су продрли Арбанаси била су: Влахово, Горња и Доња Девча, Клисурица и Ново Село.;
Године 1841. на простору нишке, лесковачке, пиротске и врањске нахије избија Милојева и Срндакова буна (нишка буна, лесковачка буна) са циљем да се ослободи југоисточни део Србије. Устанак је био слабо организован и брзо је био сломљен што је довело до освете и прогона.
Ослобађањем од Турака (1878 год.), Лесковац је дочекао као један од највећих занатских и трговачких центара у Кнежевини Србији. Таквом статусу допринеле су многе погодности. Пре свега град се налази на раскршћу трговачких путева. Због погодне конфигурације тла постао је једини прави градски центар на читавом простору од границе са Бугарском до Приштине. Осим тога Лесковачка котлина, по квалитету земље представља једну од најплоднијих области у Србији, а изузетно развијено занатство и трговина дали су граду статус великог друштвеног центра, којем гравитира Пуста река, Јабланица, Власина, Пољаница и Заплање. Свему томе треба придодати пословну предузимљивост лесковачких трговаца.
Лесковац је ослобођен од Турака 11/23. децембра 1877. године, током Другог српско-турског рата 1877—1878. Никола Рашић је, са својим одредом и претходницом српске војске, ушао у Лесковац и држао говор ослобођеном народу. По налогу Врховне команде наставио је са организовањем устанка у правцу Власотинца, Рудара и Турековца. Николу Рашића, који је са добровољцима кренуо из ослобођеног Лесковца, дочекали су власотиначки устаници који су претходно разоружали 170 Турака. Залагањем кнеза Милана, министра Ристића и пуковника Лешјанина, успело се да Србији по Санстефанском споразуму (3. марта 1878) припадну Ниш и Лесковац, али не и остали ослобођени крајеви. Даљим напорима српске дипломатије обезбеђено је да се на Берлинском конгресу (12. јуна 1878) Србији доделе пиротски и врањски округ, као и Мали Зворник. Ослобађање од Турака, Лесковац је дочекао као један од највећих занатских и трговачких центара у Србији. Средином 19. века, бележи се да је Лесковац имао тринаест фабрика текстила, па је зато касније и добио надимак „Мали Манчестер”.

### Развој инфраструктуре
Изградња пруге Београд-Солун, која је до Лесковца стигла 1886 године, подстакла је развој увозно - извозне привреде, допринела је увођењу капитала и стварању јаке економске основе за процват индустрије.

### Политички догађаји
Само осам година након ослобођења од Турака, концентрација капитала у Лесковцу била је толико велика да је било нужно изнаћи нове могућности за његов пласман. Након Берлинског конгреса крајеви јужне Србије нису присједињени Бугарској па је дошло да захлађивања односа. Након политичког расплета српско - бугарских односа и рата 1885. године и увођења заштитне царине, капитал лесковачких трговаца је у највећој мери улаган у развој индустрије текстила. Поскупљење гајтана, довршење пруге Београд-Солун довело је до развоја текстилне индустрије. Ангажован је бугарски фабрикант Стеван Бојаџов да дође у Лесковац и буде ортак нове фабрике. Бојаџов је пренео и прве машине -чаркове које су биле монтиране у селу Стројковцу,1884 год.

### Текстилна индустрија у 19. веку
- Већ 1884. године лесковачки трговци Антоније Поповић - Тонка, Глигорије Јовановић, Димитрије Мита Теокаревић, Прока Митић и фабрикант гајтана из Карлова у Бугарској, Стеван Бојаџов, оснивају прву фабрику гајтана у селу Стројковце (данас музеј лесковачког текстила). Капацитет фабрике био је 25-30000кг гајтана годишње.[14]
- Исти индустријалци, 1889 године отварају другу фабрику гајтана у Вучју.[15]
- Трећу фабрику гајтана основали су Коста Илић Мумџија, Глигорије Петровић, Михајло Јанковић - Инајет и Маноил Илијев, у селу Козару 1890 године.
- Четврта фабрика 1906 у Лесковцу била је власништво Лазара Дунђеровића који је гајтане излагао у Лондону и том приликом добио почасну диплому за квалитет.[14]
- У септембру 1890. године основана је у граду Ткачка школа, чији је први управник био Чех Алојз Шкарка.
- Коста Илић са синовима (Влада Илић, Сотир Илић и др.) оснива фабрику за производњу чоје и кудеље.

Годишња производња 1844 износила је око 1000000 златних динара.
Просечан годишњи извоз у периоду од 1881 до 1885 год износио је 891794 kg гајтана у вредности од 1317759 динара. Поређења ради буџет Кнежевине Србије 1870 године износио је 13970855 динара.У периоду од 1904—1908. године просечан годишњи извоз кудеље износио је 2620000кг у вредности од 101500 наполеона.
Тиме су постављене основе за развој лесковачке текстилне индустрије, што је резултовало оснивањем прве фабрике штофова 1896 године.
Пример предузимљивости али и снаге лесковачког капитала, текстилне индустрије показује чињеница да су чланови породице Косте Илића Мумџије пласирали капитал и изван Србије. Предузећа концерна Илића - Мумџије и синова, налазила су се у Београду, Петровграду, Конаку(Банат) и Карловцу.
- Палата Милана Поповића-Тонкића

Међутим, индустријски развој Лесковца имао је и своју другу страну, тако тадашњи медији извештавају о тешком положају лесковачких радника, међу којима се посебно истиче чланак из Радничких новина (1914), под називом "Мали мученици лесковачких фабрика", који говори о малој деци и старцима ангажованим у лесковачкој текстилној индустрији.

### Хемијска индустрија у 19. веку
Надалеко познату лесковачку индустрију хемијских и козметичких производа покреће Јован Влајчић, оснивач погона за израдњу сапуна и парфема 1872. године.
- Палата Калодерма

### Индустрија метала, опеке и намештаја почетком 20. века
- У граду постоји више фабрика за производњу опеке и црепа као што је "Бејаз и Соколовић" (касније Рафајловић и Бејаз). Соколовић издваја свој капитал и оснива фабрику у Кикинди.
- 1911. године, Трајко Ђорђевић - Кукар, формира фабрику за производњу металних производа и намештаја.
- Настанак и развој млинске индустрије, везује се за име Живка Стојиљковића.

### Банкарски сектор крајем 19. и почетком 20. века
Банкарски сектор прати развој индустрије те је 1888. године формирана :
- Удеоничарска штедионица са 200.000 динара капитала,
- Лесковачка трговачка банка (1903),
- Лесковачка задруга (1906),
- Лесковачка кредитна банка и Лесковачка привредна банка (1911).[18]

### Енергетски сектор почетком 20. века
- Лесковачко електрично друштво - Статут друштва урађен је септембра 1901. године и поднет на одобравање Министарству народне привреде у Београду, које га је и одобрило 31. октобра 1901. године. Наредне године, Оснивачки одбор је, посредством локалног листа „Дневник’’, позвао грађнаство на упис акција Лесковачког електричног друштва чији је основни капитал утврђен на 200.000 динара и подељен на 2.000 акција од 100 динара, а уплате су вршене недељно, по један динар од акција.[19] ЛЕД је учествовао у изградњи друге хидроелектране и првог далековода у Краљевини Србији.[20] Интензиван раст индустрије захтевао је велику потрошњу енергије па је већ 1903. године у Вучју изграђена електрична централа, друга у Србији, која је струјом снабдевала погоне. Убрзо је уследила изградња термоелектране у Лесковцу.

## Савремено доба

### Период од 1914—1918
Почетком Првог светског рата у Лесковцу и околини одиграо се један од пресудних момената у току Битке на Морави (1915), познат као Лесковачки маневар (противнапад). Овај противнапад омогућио је повлачење главници српске војске правцем Прокупље-Лебане-Медвеђа-Приштина.
Током Првог светског рата Лесковац је био под бугарском окупацијом. Спровођене су мере бугаризације становништва. Уз забрану језика и писма, Бугари су мењали и имена породицама, а сви уџбеници на српском језику су одузети од становништва. У српске цркве су довођени бугарски попови, а српске иконе су замењиване бугарским. На школским свечаностима деца су морала да говоре како су задовољна што су поново повратила своју бугарску националност.
Током 1917. у селу Обилић (Бојник) подигнут је Јабланичко-Топлички устанак.
Лесковац је у Првом светском рату ослобођен 7. октобра 1918.

### Период између два светска рата (Златно доба Лесковца 1918—1940)
Лесковац до избијања Другог светског рата достиже свој зенит у привредном развоју и према подацима из 1938 године са 18.000 становника има: 
- моћну текстилну индустрију (вунена индустрија у Лесковцу са Вучјем и Грделицом представљала је 40% укупне југословенске текстилне индустрије);
- осам текстилних фабрика и три трикотаже;
- пет предузећа у металуршкој индустрији: фабрика метала; две фабрике за израду ситнијих металних предмета; три керамичке фабрике (цигла, цреп);
- шест великих млинова и више мањих млинова (укупни капацитет млинова је био 15.000 вагона годишње);
- неколико фабрика гуме;
- фабрику сапуна, козметике и пасте;
- једну фабрику пива, слада и леда;
- једну фабрику зејтина;
- три графичка предузећа;
- 375 трговачких радњи;
- 579 занатски радњи;
- седам новчаних завода са 37 милиона основног капитала, штедња је премашивала 35 милиона тадашњих динара без хартија од вредности;
- једну болницу са 61 постељом;
- 150 кафана;
- 16 адвоката;
- 110 улица;
- пет књижара;
- једно аутотранспортно предузеће;
- једну електричну централу;
- два хотела (са 90 лежаја)[21]

Средња техничка текстилна школа, "једина своје врсте на Балкану", отворена је 1927. Мада је град рано добио електрично осветљење, догодило се да је нову 1935. дочекао са фењерима, јер је истекао уговор са шведским "Електро-инвестом" - споразум је постигнут тек у мају. Бетонски мост преко Ветернице је изграђен 1935. Зграда окружног уреда и дуванска станица 1937. Прво модерно купалиште у Вардарској бановини отворено је у Лесковцу 10. јула 1939. С друге стране, пред рат се каже да је само једна улица у граду калдрмисана, да нема водовода ни канализације, школе и јавне зграде "не приличе овако богатом граду". Ветерница је била загађена и у то време, нарочито када су у њу потапали конопљу. Био је то град и богаташа и сиромаха. За Божићне и Новогодишње празнике била је развијена хуманитарна активност даривања.

### Период од 1940—1945
- Панорама Лесковца после бомбардовања. Фотографија представља део фонда о савезничком бомбардовању Лесковца, 6. септембра 1944. године, Народног музеја у Лесковцу.
- Лесковац после бомбардовања
- Обнова и изградња Лесковца, грађани на рашчишћавању рушевина у улици Краља Петра
- Оштећена кућа Сотира Илића
- Саопштење Команде града Лесковца, 4. децембар 1944. године. Представља део збирке архивске грађе НОР-а Народног музеја у Лесковцу.